# Waternavel
Waternavel (Hydrocotyle) is een plantengeslacht dat tegenwoordig ingedeeld wordt bij de klimopfamilie (Araliaceae). Het geslacht werd eerder geplaatst in de schermbloemenfamilie (Apiaceae of Umbelliferae). Gezien de systematische verhoudingen zou het (samen met enkele verwanten) ook een aparte familie kunnen worden (Hydrocotylaceae).
Het geslacht omvat ongeveer honderd soorten (of iets minder), waarvan de gewone waternavel (Hydrocotyle vulgaris) de bekendste is. De grote waternavel (Hydrocotyle ranunculoides) is in Nederland en België een invasieve exoot, die in de hele Europese Unie niet meer verkocht mag worden. .